# Eucalyptus patellaris
Eucalyptus patellaris är en myrtenväxtart som beskrevs av Ferdinand von Mueller. Eucalyptus patellaris ingår i släktet Eucalyptus och familjen myrtenväxter. Inga underarter finns listade i Catalogue of Life.